# الإسلام في جزر فيجي

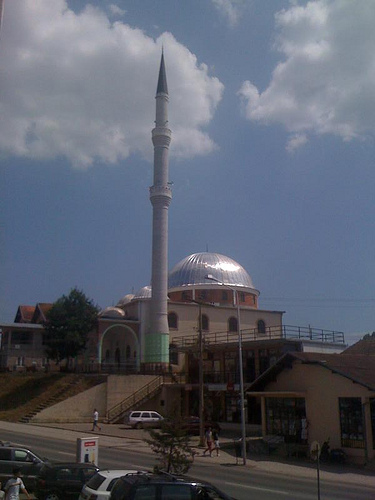
مسجد سوفا ريكا

يوجد حوالي 60,000 مسلم في فيجي أي 6.3٪ من إجمالي السكان. المسلمون في فيجي هم في الغالب من المسلمين السنة. تدرس اللغة الأردية على نطاق واسع بين المدارس الإسلامية لمسلمي فيجي في جميع أنحاء فيجي.
هاجر المسلمون إلى فيجي من جنوب آسيا في أوائل القرن التاسع عشر. تشكلت رابطة مسلمي فيجي (FML) في عام 1926. كانت رابطة مسلمي فيجي حيوية في نمو الإسلام حيث ساهموا في نظام التعليم في فيجي بإطلاق مدارس المسلمين في البلاد. سعت رابطة مسلمي فيجي في عام 1929 في الحصول على تمثيل منفصل للمسلمين في المجلس التشريعي لفيجي.
كما استقر بعض المهاجرين المسلمين الحديثين من الدول العربية مثل السودان واليمن ومصر في فيجي مكونين السكان العرب الفيجيين، مع مهاجرين آخرين من دول أخرى في جميع أنحاء العالم الإسلامي.

## المساجد
يوجد حوالي 25 مسجداً في البلاد، تنتشر في أنحاء متفرقة وتشرف عليها الهيئة الإسلامية بفيجي، بنيت كلها بجهود ذاتية، وأئمة هذه المساجد على قدر متواضع من الثقافة الإسلامية، لذلك فهم في حاجة إلى قسط أكبر من التوعية الإسلامية وإلى الكتب الإسلامية المترجمة إلى لغة البلاد فلا تزال الكتب الإسلامية بالترجمة الأردية أو الإنجليزية وكذلك الحاجة غلى تنشيط التعليم الإسلامي وتحسين مستوى مناهجه ومعلميه.

## التعليم
يوجد في فيجي حوالي 13 مدرسة ابتدائية إسلامية، و6 مدارس متوسطة وثانوية وتشرف عليها الهيئة الإسلامية بفيجي، ومعظم هذه المدارس ملحقة بالمساجد، وما زال التعليم الديني متخلفاً بسبب ضعف المدرسين وقلة الكتب المترجمة، وعدم وجود مناهج واضحة للتعليم، ولا تزال اللغة الإنجليزية أو اللغة الأوردية هي المستعملة في المدارس الإسلامية.